# Javna knjižnica v New Yorku
Javna knjižnica v New Yorku (New York Public Library; NYPL) je sistem javnih knjižnic v New Yorku. Javna knjižnica v New Yorku je s skoraj 53 milijoni gradiv in 92 lokacijami druga največja javna knjižnica v ZDA (za Kongresno knjižnico) in četrta največja na svetu. Je zasebna, nevladna, upravljana neodvisno, neprofitna družba, ki se financira z zasebnimi in javnimi sredstvi. Ustanovljena je bila z združitvijo Knjižnice Astor in Knjižnice Lenox, dogovor o čemer je bil podpisan 23. maja 1895.
Knjižnica ima podružnice v okrožjih Bronx, Manhattan in Staten Island in je povezana z akademskimi in strokovnimi knjižnicami v metropolitanskem območju New Yorka. Drugih dveh mestnih okrožij, Brooklyn in Queens, sistem javne knjižnice v New Yorku ne pokriva. Podružnične knjižnice so odprte za javnost in jih sestavljajo izposojevalne knjižnice. Javna knjižnica v New Yorku ima tudi štiri raziskovalne knjižnice, ki so prav tako odprte za javnost.

### Spletna stran in digitalno gradivo
Spletno mesto knjižnice omogoča dostop do knjižničnih katalogov, spletnih zbirk in do baz podatkov z naročnino. Prav tako vsebuje informacije o knjižničnih brezplačnih prireditvah, razstavah, računalniških tečajih in tečajih angleščine kot drugega jezika (ESL). Oba spletna kataloga, LEO (ki išče po zposojevalnih knjižnicah) in CATNYP (ki išče po raziskovalnih zbirkah), omogočata uporabnikom iskanje po knjižnegem fondu knjig, revij in drugega gradiva v knjižnici. 
NYPL Digital Collections (prej imenovane Digital Gallery)  je baza podatkov z več kot 700.000 slikami, digitaliziranih iz zbirk knjižnice. The Digital Collections je bila razglašena za "50 Coolest Websites of 2005" revije Time Magazine, mednarodna komisija muzejskih strokovnjakov razglasila pa jo je razglasila za "Best Research Site of 2006".
The Photographers' Identities Catalog (PIC, Katalog identitet fotografov) je eksperimentalna spletna storitev Photography Collection.
Druge zbirke podatkov, ki so na voljo samo v knjižnici, vključujejo Nature, IEEE in Wiley science journals, arhiv Wall Street Journal in Factiva. Na splošno digitalni fond knjižnice po letu 2015 obsega več kot petabajtov podatkov.